# Кім Рейвер
Кімберлі Джейн «Кім» Рейвер (англ. Kim Raver, нар. 15 березня 1969) — американська телевізійна актриса, найбільш відома за ролями в серіалах «Третя зміна» (1999—2004), «24 години» (2004—2007; 2014), «Помадні джунглі» (2008—2009) і «Анатомія Грей» (2009—2019).

## Життя і кар'єра
Кім Рейвер народилася 1969 року в Нью-Йорку і закінчила Бостонський університет. На початку своєї кар'єри Кім Рейвер знімалася в рекламі. Її перша велика роль була в 1995 році у Бродвейській постановці Holiday, в якій вона знімалася разом з Лорою Лінні. На телебаченні вона почала кар'єру з ролі в прайм-тайм мильній опері «Нью-Йорк, Центральний парк», а слідом з'явилася в серіалах «Закон і порядок», «Практика» і «Спін-Сіті».
Рейвер добре відома завдяки своїй стабільній регулярній діяльності на телебаченні з 1999 року, коли вона отримала основну роль фельдшера Кім Самбрано в серіалі «Третя зміна». В ході розвитку вона з'явилася в цій же ролі в серіалі «Швидка допомога», в епізоді-кросовері. У 2004 році вона покинула шоу і спробувала знятися в парі непримітних незалежних кінофільмах, а в 2005 році була запрошена на роль Одрі Рейнс, нового головного жіночого персонажа, в серіал «24 години».
Після двох сезонів у «24 годинах», Рейвер покинула шоу, щоб зіграти головну роль в серіалі «Дев'ять», який згодом, незважаючи на позитивні відгуки критиків, був закритий. У перервах вона зіграла головні ролі в телефільмах жіночого кабельного каналу Lifetime «Шосте почуття Сари» (2005) і «Обід мовчання» (2010), а на великому екрані з'явилася у комерційно успішній комедії «Ніч в музеї». Цей фільм став фактично єдиною помітною появою Рейвер поза телебаченням.
Рейвер зіграла головну роль в серіалі «Помадні джунглі» у 2008—2009 роках, який був закритий після двох сезонів. Восени 2009 року вона приєдналася до серіалу «Анатомія Грей» в ролі лікаря Тедді Альтман, кардіохірурга, яка працювала в Іраку. Вона покинула шоу у фіналі восьмого сезону.
Восени 2012 року Рейвер була запрошена на кілька епізодів телесеріалу «Революція», а після підписала контракт на головну роль у пілоті Lifetime «Таємне життя жінок», який не отримав зелене світло на подальше виробництво. Відразу після цього Рейвер була запрошена на головну роль у спін-офф серіалу «Морська поліція: Лос-Анджелес», проте проект також залишився на стадії пілота. У 2014 році вона знялася в лімітованому відродженні серіалу «24 години». На початку 2015 року Рейвер отримала провідну роль у пілоті ABC «Адвокат», граючи ділову жінку-феміністку і адвоката з медичного права.
У 2017 році Кім Рейвер знімалася у п'ятому сезоні Рея Донована, а також знову у ролі лікарки Тедді Альтман до серіалу «Анатомія Грея» протягом 14-го сезону
Того ж року Рейвер знялася у ролі Андреа Фрост у другому сезоні політичної драми ABC «Designated Survivor». У травні 2018 року було оголошено, що вона знову буде зніматись у телесеріалі «Анатомія Грея» у наступному 15-му сезоні.

## Особисте життя
Кім Рейвер одружена з режисером та письменником Мануелем Бойєром з 2000 року. Вони мають двох синів, Люка Веста (нар.. 2002) та Лео Кіплінга (нар.. 9 жовтня 2007 р.).

## Фільмографія

### Кіно
| Рік  | Назва українською | Назва англійською   | Роль         | Примітки |
| ---- | ----------------- | ------------------- | ------------ | -------- |
| 2002 | —                 | Martin & Orloff     | Кашіа        |          |
| 2004 | Втрата свідомості | Mind the Gap        | Вікі Волтерс |          |
| 2005 | Тримай дистанцію  | Keep Your Distance  | Сьюзан Дейлі |          |
| 2006 | Ніч в музеї       | Night at the Museum | Еріка Дейлі  |          |
| 2007 | Ув'язнений        | Prisoner            | Рене         |          |

### Телебачення
| Год         | Назва українською                  | Назва англійською                    | Роль                                 | Примітки                         |
| ----------- | ---------------------------------- | ------------------------------------ | ------------------------------------ | -------------------------------- |
| 1994        | Менендес: Убивство в Беверлі-Гіллз | Menendez: A Killing in Beverly Hills | Лінда                                | телефільм                        |
| 1995        | Нью-Йорк, Центральний парк         | Central Park West                    | Діанн Ландерс                        | телесеріал; три епізоди          |
| 1996        | Закон і порядок                    | Law & Order                          | Венді Кармел                         | епізод: Homesick                 |
| 1997        | Практика                           | The Practice                         | Вікторія Кінан                       | епізод: Reasonable Doubts        |
| 1997        | Спін-Сіті                          | Spin City                            | Джинні                               | епізод: My Life Is a Soap Opera  |
| 1997        | —                                  | Soul Mates                           | лікарка Джоанна Кінсейд              | телефільм                        |
| 1998—1999   | Триніті                            | Trinity                              | Кларісса Макалістер                  | телесеріал, головна роль         |
| 1999—2005   | Третя зміна                        | Third Watch                          | Кім Замбрано                         | телесеріал, головна роль         |
| 2002        | Швидка допомога                    | ER                                   | Кім Замбрано                         | епізод: Brothers and Sisters     |
| 2004—2007   | 24 години                          | 24                                   | Одрі Рейнс                           | телесеріал, головна роль         |
| 2005        | Шосте відчуття Сари                | Haunting Sarah                       | Еріка Роуз / Гізер Роуз              | телефільм                        |
| 2006-2007   | Дев'ять                            | The Nine                             | Кетрін Гейл                          | телесеріал, основна роль         |
| 2008-2009   | Помадні джунглі                    | Lipstick Jungle                      | Ніко Райлі                           | телесеріал, основна роль         |
| 2009        | Усередині коробки                  | Inside the Box                       | Саманта Гетевей                      | телефільм                        |
| 2009 — 2019 | Анатомія Грей                      | Grey's Anatomy                       | Лікарка Тедді Альтман                | Телесеріал; основна роль         |
| 2010        |                                    | Bond of Silence                      | Кеті Макінтош                        | телефільм                        |
| 2012        | Таємне життя дружин                | The Secret Lives of Wives            | Мішель                               |                                  |
| 2012 — 2014 | Революція                          | Revolution                           | Джулія Невілл                        | Телесеріал; 9 епізодів           |
| 2013        | Морська поліція: Лос-Анджелес      | NCIS: Los Angeles                    | Спеціальний агент Періс Саммерскілла | Телесеріал; 2 епізоди            |
| 2014        | 24 години: Живи ще один день       | 24: Live Another Day' '              | Одрі Рейнс                           | міні-серіал; основна роль        |
| 2015        | Кістки                             | Bones                                | Спеціальний агент Грейс Міллер       | Телесеріал; 2 епізоду            |
| 2015        | Адвокат                            | The Advocate                         | Френкі Різ                           | телефільм                        |
| 2016        | Замкнуте коло                      | Full Circle                          | Медлін Фолкнер                       | Телесеріал; основна роль         |
| 2016        | Zoobiquity                         | Доктор Джулія Фішер                  | телефільм                            |                                  |
| 2017        | У розшуку                          | A.P.B.                               | Лорен Фітч                           | Телесеріал; три епізоди          |
| 2017        | Рей Донован                        | Ray Donovan                          | Лікарка Бергстайна                   | Телесеріал; 4 епізоди            |
| 2018        | Останній кандидат                  | Designated Survivor                  | Лікарка Андреа Фрост                 | Телесеріал; 6 епізодів           |
| 2018        | Схід Marvel: Таємні воїни          | Marvel Rising: Secret Warriors       | капітан Марвел / Керол Денверс       | телевізійний мультфільм; озвучка |
| 2019        | —                                  | Marvel Rising: Heart of Iron         | капітан Марвел / Керол Денверс       | телевізійний мультфільм; озвучка |